# Lista de prefeitos de Itaqui
Esta é a lista de prefeitos e vice-prefeitos do município de Itaqui, estado brasileiro do Rio Grande do Sul.
| Nº   | Prefeito              | Retrato                | Início do mandato      | Fim do mandato         | Partido | Vice-prefeito(a)            | Referências       |
| ---- | --------------------- | ---------------------- | ---------------------- | ---------------------- | ------- | --------------------------- | ----------------- |
| 1    | Felipe Nery de Aguiar |                        | 1º de novembro de 1896 | 6 de janeiro de 1900   | PRR     | Aureliano Barbosa (PRR)     |                   |
| 2    | Aureliano Barbosa     |                        | 7 de janeiro de 1900   | 30 de novembro de 1900 | PRR     | nenhum                      | [ nota 1 ]        |
| 2    | Aureliano Barbosa     | 1º de novembro de 1900 | 1904                   | __                     | PRR     |                             | [ nota 1 ]        |
| 3    | Tito Corrêa Lopes     |                        | 1904                   | 1908                   | PRR     | Dinarte Pinto (PRR)         |                   |
| 3    | Tito Corrêa Lopes     | 1908                   | 1912                   | Euclides Aranha (PRR)  | PRR     |                             |                   |
| 4    | Euclides Aranha       |                        | 1912                   | 1916                   | PRR     | __                          |                   |
| 5    | Otávio d'Ávila        |                        | 1916                   | 22 de julho de 1920    | PRR     | Pedro de Lacerda (PRR)      | [ nota 2 ]        |
| —    | Victor Candelot       |                        | 23 de julho de 1920    | 14 de outubro de 1920  | PRR     | nenhum                      |                   |
| 6    | Bernardo Píffero      |                        | 15 de outubro de 1920  | 1924                   | PRR     | Benício de Escobar (PRR)    | [ 1 ]             |
| 6    | Bernardo Píffero      | Roque Degrazia (PRR)   | 15 de outubro de 1920  | 1924                   | PRR     |                             | [ 1 ]             |
| 7    | Roque Degrazia        |                        | 1924                   | 1928                   | PRR     | __                          |                   |
| 8    | Aníbal Loureiro       |                        | 1928                   | 1932                   | PRR     | __                          |                   |
| 9    | Roque Degrazia        |                        | 1932                   | 1934                   | PRL     | __                          |                   |
| 10   | Cneu Aranha           |                        | 1934                   | 1935                   | PRL     | __                          |                   |
| 11   | Roque Degrazia        |                        | 1935                   | 31 de dezembro de 1937 | PRL     | __                          |                   |
| 12   | Otávio Silveira       |                        | 1º de janeiro de 1938  | Setembro de 1945       | PTB     | __                          |                   |
| 13   | Togo Lima Barbosa     |                        | Setembro de 1945       | 19 de novembro de 1945 | PSD     | Dinarte Pinto (PSD)         | [ nota 3 ]        |
| —    | Isaac Melzer          |                        | 20 de novembro de 1945 | 17 de dezembro de 1945 | nenhum  | nenhum                      | [ 2 ]             |
| (13) | Togo Lima Barbosa     |                        | 18 de dezembro de 1945 | 31 de dezembro de 1951 | PSD     | Dinarte Pinto (PSD)         |                   |
| 14   | Ottoní Píffero        |                        | 1º de janeiro de 1952  | 31 de dezembro de 1955 | PTB     | __                          |                   |
| 15   | Ênio Sayago           |                        | 1º de janeiro de 1956  | 31 de dezembro de 1959 | PTB     | Sany Silva (PTB)            |                   |
| 16   | Mario Lopes           |                        | 1º de janeiro de 1960  | 31 de dezembro de 1963 | PTB     | Sany Silva (PTB)            | [ 3 ]             |
| 17   | Gil Marques           |                        | 1º de janeiro de 1964  | 14 de abril de 1964    | PTB     | Ottoní Píffero (PTB)        | [ nota 4 ]        |
| —    | Jorge Haroldo Píffero |                        | 15 de abril de 1964    | 17 de abril de 1964    | PTB     | nenhum                      | [ nota 5 ]        |
| 18   | Julio Santiago        |                        | 18 de abril de 1964    | 30 de setembro de 1964 | nenhum  | nenhum                      | [ nota 6 ]        |
| 19   | Mário Flores          |                        | 1º de outubro de 1964  | 1974                   | ARENA   | nenhum                      |                   |
| 20   | Lydio Carneiro        |                        | 1974                   | 1979                   | ARENA   | nenhum                      |                   |
| 21   | Alcides Muraro        |                        | 1979                   | 31 de dezembro de 1985 | ARENA   | nenhum                      |                   |
| 21   | Alcides Muraro        | PDS                    | 1979                   | 31 de dezembro de 1985 |         | nenhum                      |                   |
| 22   | Vespertino Bonorino   |                        | 1º de janeiro de 1986  | 31 de dezembro de 1988 | PDT     | Jorge Haroldo Píffero (PDT) | [ 4 ]             |
| 23   | José Silas Goulart    |                        | 1º de janeiro de 1989  | 31 de dezembro de 1992 | PMDB    | Aldérico Copatti (PMDB)     | [ 5 ]             |
| 24   | Jarbas Martini        |                        | 1º de janeiro de 1993  | 31 de dezembro de 1996 | PDT     | Bruno Contursi (PDT)        | [ 6 ]             |
| 25   | José Silas Goulart    |                        | 1º de janeiro de 1997  | 31 de dezembro de 2000 | PMDB    | Moggar Beheregaray (PMDB)   | [ 7 ] [ 8 ] [ 9 ] |
| 25   | José Silas Goulart    | 1º de janeiro de 2001  | Janeiro de 2004        |                        | PMDB    | Moggar Beheregaray (PMDB)   | [ 7 ] [ 8 ] [ 9 ] |
| —    | Milton Braz Rubim     |                        | Janeiro de 2004        | Fevereiro de 2004      | PSDB    | nenhum                      | [ nota 7 ]        |
| 26   | Bruno Contursi        |                        | Fevereiro de 2004      | 31 de dezembro de 2004 | PDT     | Celso de Moraes (PDT)       | [ 10 ]            |
| 26   | Bruno Contursi        | 1º de janeiro de 2005  | 31 de dezembro de 2008 | Mario Bruck (PSB)      | PDT     |                             | [ 10 ]            |
| 27   | Gil Marques Filho     |                        | 1º de janeiro de 2009  | 31 de dezembro de 2012 | PDT     | Claudete Bruck (PSB)        | [ 11 ] [ 12 ]     |
| 27   | Gil Marques Filho     | 1º de janeiro de 2013  | 31 de dezembro de 2016 | Celso de Moraes (PTB)  | PDT     |                             | [ 11 ] [ 12 ]     |
| 28   | Jarbas Martini        |                        | 1º de janeiro de 2017  | 31 de dezembro de 2020 | PP      | Márcio Palma (PP)           | [ 13 ]            |
| 29   | Leonardo Betin        |                        | 1º de janeiro de 2021  | 31 de dezembro de 2024 | PL      | Clóvis Ravarotto (MDB)      | [ 14 ] [ 15 ]     |
| 29   | Leonardo Betin        | 1º de janeiro de 2025  | -                      |                        | PL      | Clóvis Ravarotto (MDB)      | [ 14 ] [ 15 ]     |

Últimas eleições
| Partido      | Partido                         | Candidato        | Votos  | Votos (%) |
| ------------ | ------------------------------- | ---------------- | ------ | --------- |
|              | Partido Liberal                 | Leonardo Betin   | 16,456 | 91,43%    |
|              | Partido Democrático Trabalhista | Régis de Leon    | 0,971  | 5,39%     |
|              | Partido dos Trabalhadores       | Professor Titino | 0,572  | 3,18%     |
| Totais       | Totais                          | Totais           | 17,999 |           |
| Participação | Participação                    | Participação     | 17,999 | 67,29%    |